# Place du Gaillardbois
La place du Gaillardbois est une voie publique de la commune française de Rouen.

## Situation et accès
La place est située dans le centre historique, au sud de la cathédrale, soit en retrait du quai Pierre-Corneille. Elle est bordée de tilleuls.
Rues adjacentes
- Rue de la Savonnerie
- Rue du Bac
- Place de la Haute-Vieille-Tour
- Place de la Basse-Vieille-Tour

## Origine du nom
Le nom provient de l'ancien hôtel du Gaillardbois, aussi appelé hôtel de Lisieux. C'est là que venaient les évêques de Lisieux, doyens de Saint-Cande-le-Vieux, lors de leur visite à Rouen.

## Historique
La place a été créée à l'emplacement du cimetière et de l'ancienne église Saint-Cande-le-Vieux.
Après la Reconstruction, la place est déplacée à l'est de la rue du Bac.
Sur cette place s'élève la statue de Boieldieu, œuvre de Jean-Pierre Dantan dit le Jeune de 1836 et fondue par Édouard Quesnel en 1837.
Contre le pignon ouest de la halle aux Toiles s'élève le monument aux victimes civiles de 1940-1944. Il prend place dans le portail de l'ancien hôtel des Douanes, remonté après la guerre.